# Ренді де Пуньє

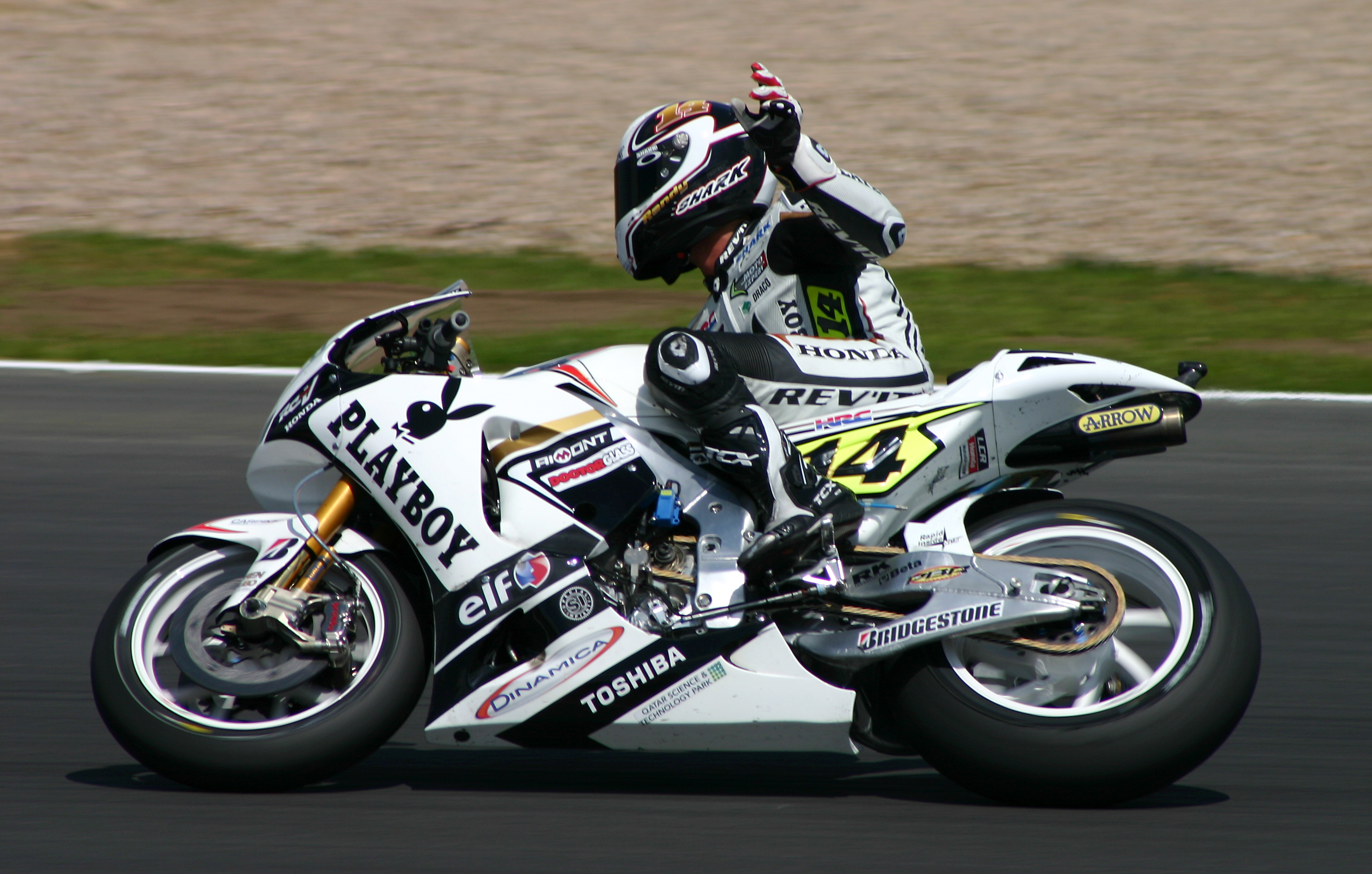
Ренді де Пуньє на Гран-Прі Великої Британії, 2010 рік

Ре́нді де Пуньє́ (фр. Randy de Puniet; народився 14 лютого 1981, Мезон-Лаффітт, Іль-де-Франс, Франція) — французький мотогонщик, учасник чемпіонату світу з шосейно-кільцевих мотогонок MotoGP.

## Біографія
Іменем «Ренді» був названий батьком на честь його кумира Ренді Мамоли. Спортивну кар'єру розпочав виступами у мотокросі. Перейшовши у шосейно-кільцевих мотоперегонів, в 1995 році став чемпіоном Франції у класі 80сс. В 1997 році виграв національний чемпіонат в класі 125cc. У 1998 році повторив це досягнення, паралельно дебютувавши у чемпіонаті світу MotoGP: виступив на мотоциклі Honda по wild card на Гран-Прі Франції, зайнявши 17-те місце.
У сезоні 1999 року Ренді де Пуньє вперше виступив у чемпіонаті світу на постійній основі, з 26 очками посівши 18 місце. В наступному році француз набрав 50 очок, посівши 17 місце.
У 2001 році Ренді перейшов до класу 250cc. В сезоні 2002-го вперше у кар'єрі в MotoGP піднявся на подіум (третє місце в дебютній гонці сезону — Гран-Прі Японії).
В сезоні 2003 року де Пуньє вперше виграв гонку у MotoGP. Це відбулось на (Гран-Прі Каталонії).
У 2006-му Ренді перейшов у королівський клас чемпіонату — MotoGP, підписавши контракт з заводською командою «Kawasaki».
У середині сезону 2013 року Ренді де Пуньє був запрошений японським заводом Suzuki для участі у розробці нового мотоцикла, що було пов'язано з прагненням компанії до повернення у MotoGP. Після завершення сезону француз оголосив, що у 2014 році залишає гонки для того, щоб повністю сконцентруватись на розробці мотоцикла. Весь рік він працював тест-пілотом в «Suzuki Racing Team», працюючи над розробкою Suzuki GSX-RR. На останній гонці сезону, у Гран-Прі Валенсії, він взяв участь у гонці по вайлд-кард. Гонку по технічним причинам закінчив достроково.

## Особисте життя
Ренді де Пуньє перебуває у відносинах з австралійською моделлю Лорен Вікерс. Вони познайомилися, коли вона була моделлю журналу Playboy, який в свою чергу був спонсором команди «LCR», за яку виступав де Пуньє. Лорен починаючи з 2006 року була особистою grid girl француза. Вони одружились у грудні 2012 року.

## Статистика виступів у MotoGP

### В розрізі сезонів
| Сезон | Клас   | Команда                     | Мотоцикл                | Гонки | Пер | Под | ПП | НК | Очки | Місце |
| ----- | ------ | --------------------------- | ----------------------- | ----- | --- | --- | -- | -- | ---- | ----- |
| 1998  | 125cc  |                             | Honda RS125R            | 1     | 0   | 0   | 0  | 0  | 0    | —     |
| 1999  | 125cc  | Scrab Competition           | Aprilia RS125           | 16    | 0   | 0   | 0  | 0  | 26   | 18    |
| 2000  | 125cc  | Scrab Competition           | Aprilia RS125           | 16    | 0   | 0   | 0  | 0  | 50   | 17    |
| 2001  | 250cc  | Equipe de France - Scrab GP | Aprilia RSV250          | 16    | 0   | 0   | 0  | 0  | 50   | 13    |
| 2002  | 250cc  | Campetella Racing           | Aprilia RSV250          | 16    | 0   | 2   | 2  | 0  | 119  | 9     |
| 2003  | 250cc  | Safilo Oxydo-LCR            | Aprilia RSV250          | 16    | 3   | 9   | 5  | 2  | 208  | 4     |
| 2004  | 250cc  | Safilo Carrera - LCR        | Aprilia RSV250          | 16    | 1   | 8   | 2  | 0  | 214  | 3     |
| 2005  | 250cc  | Aprilia Aspar 250cc         | Aprilia RSV250          | 16    | 1   | 3   | 1  | 2  | 138  | 8     |
| 2006  | MotoGP | Kawasaki Racing Team        | Kawasaki Ninja ZX-RR    | 17    | 0   | 0   | 0  | 0  | 37   | 16    |
| 2007  | MotoGP | Kawasaki Racing Team        | Kawasaki Ninja ZX-RR    | 18    | 0   | 1   | 0  | 0  | 108  | 11    |
| 2008  | MotoGP | LCR Honda MotoGP            | Honda RC212V            | 18    | 0   | 0   | 0  | 0  | 61   | 15    |
| 2009  | MotoGP | LCR Honda MotoGP            | Honda RC212V            | 17    | 0   | 1   | 0  | 0  | 106  | 11    |
| 2010  | MotoGP | LCR Honda MotoGP            | Honda RC212V            | 17    | 0   | 0   | 0  | 0  | 116  | 9     |
| 2011  | MotoGP | Pramac Racing Team          | Ducati Desmosedici GP11 | 16    | 0   | 0   | 0  | 0  | 49   | 16    |
| 2012  | MotoGP | Power Electronics Aspar     | Aprilia ART             | 18    | 0   | 0   | 0  | 0  | 62   | 13    |
| 2013  | MotoGP | Power Electronics Aspar     | Aprilia ART             | 18    | 0   | 0   | 0  | 0  | 36   | 15    |
| 2014  | MotoGP | Team Suzuki MotoGP          | Suzuki GSX-RR           | 1     | 0   | 0   | 0  | 0  | 0    | —     |

## Цікаві факти
Ренді де Пуньє належить титул «найбільш руйнівного» гонщика першого десятиліття XX століття: за чотири роки виступів у класі MotoGP з 2006 по 2009 роки француз спромігся розбити 56 мотоциклів.